# Meaghan Simister

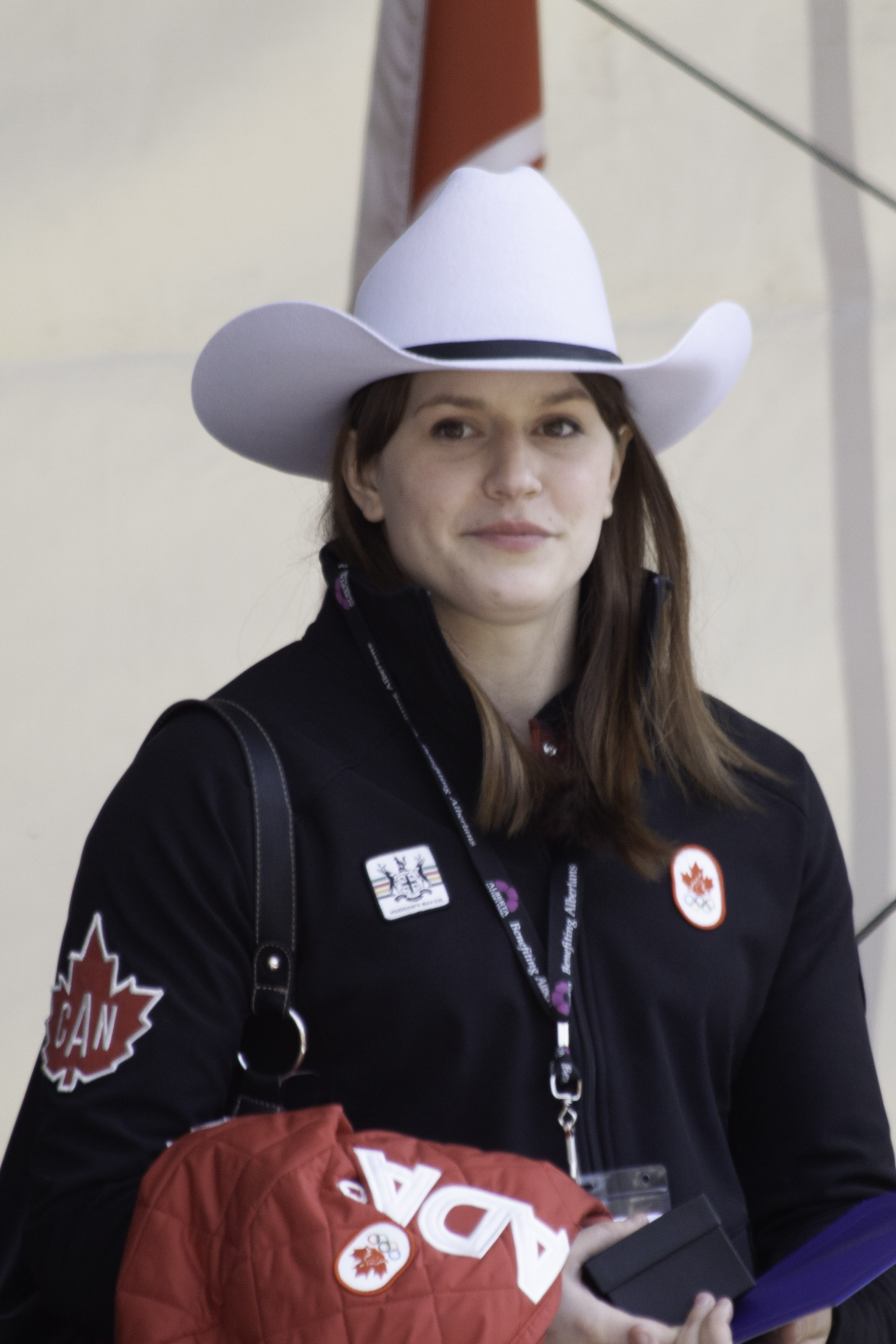
Meaghan Simister, 2010

Meaghan Simister (* 10. November 1987 in Regina) ist eine kanadische Rennrodlerin.
Meaghan Simister ist Studentin und lebt in Calgary. Seit 1999 rodelt sie, seit 2000 als Teil des kanadischen Nationalteams. Die Kanadierin debütierte in der Saison 2002/03 im Rennrodel-Weltcup. Ihr erstes Rennen bestritt sie auf ihrer Heimbahn in Calgary, wo sie 22. wurde. Bestes ihrer drei Saisonergebnisse wurde ein 17. Platz in Oberhof. Seit der anschließenden Saison hat Simister einen festen Startplatz im Weltcup. In Winterberg konnte sie ihre Bestleistung bis auf Platz elf verbessern, am Ende wurde sie 18. der Gesamtwertung. In der Saison 2004/05 erreichte sie zum Teil gute Ergebnisse wie Platz 12 in Altenberg, aber stürzte auch zweimal und wurde deshalb nur 28. der Gesamtwertung. Die beiden folgenden Saisonen verliefen erneut eher mittelmäßig und brachte zumeist Platzierungen zwischen 15 und 25.
Mehrfach startete die Kanadierin bei Großereignissen. Die Rennrodel-Weltmeisterschaften 2004 in Nagano beendete Simister als 16., 2005 in Park City als 22. und 2007 in Igls als 18. Ihr bestes internationales Ergebnis überhaupt erreichte Simister bei den Rennrodel-Weltmeisterschaften 2008 in Oberhof, wo sie als Neunte erstmals in einem internationalen Rennen ein einstelliges Ergebnis erreichte.